# Estación de autobuses de Miranda de Ebro
La Estación de autobuses de Miranda de Ebro está situada entre la calle Ronda del Ferrocarril y la Plaza de la Estación. Frente a ella se encuentra la estación de tren de Miranda de Ebro y una parada de taxis.

## Historia
La actual estación se convirtió, en el año 2012, en la primera terminal para autobuses que tuvo Miranda de Ebro hasta la fecha. Con anterioridad a ese momento, cada línea y compañía hacían uso de paradas habilitadas en lugares tan dispares como, entre otros, la travesía de la N-I, la calle La Estación o la calle condado de Treviño, donde una de las empresas de autobuses de Miranda tenía su sede.
El edificio finalizó su construcción en 2011, aunque su inauguración y puesta en funcionamiento tuvo lugar en noviembre de 2012. El proyecto surgió en 1999, cuando la entonces RENFE, propietaria de los terrenos, llegó a un acuerdo con el Ayuntamiento de Miranda de Ebro. Por el mismo, la empresa pública ferroviaria se hacía cargo de su ejecución como Estación Intermodal de viajeros, al situarse junto a la estación de ferrocarril. Los beneficios por la promoción de viviendas por parte de RENFE en otro punto de la ciudad (la terminal de mercancías conocida como Pequeña) irían destinados a la obra de la estación de autobuses. El cambio producido en la compañía pública estatal en 2005, a partir de entonces Adif, lastró el inicio de la construcción de la terminal, entre otros motivos. Sería a comienzos de 2009 cuando dieron inicio los trabajos para hacer realidad la estación. 
Una vez finalizadas las obras de construcción, la estación de autobuses fue cedida al Ayuntamiento mirandés, que a su vez sacó la explotación a concurso para que un operador se encargase de la gestión de la terminal. Tras un largo año de espera desde la conclusión de las obras, la empresa elegida para hacerse cargo de la estación fue Autocares del Zadorra, relacionada con la empresa mirandesa Autobuses Barredo. La concesión se adjudicó por 20 años.
La inauguración oficial de la estación de autobuses tuvo lugar el 12 de noviembre de 2012, aunque la puesta en funcionamiento no se realizó hasta cuatro días después. Con la entrada en funcionamiento de la terminal, se centralizó todo el tráfico interurbano de autobuses en la misma. Entre las polémicas, aparte del retraso en la apertura, estuvo la situación céntrica de la estación, que obligaba a entrar a las líneas que, hasta entonces, realizaban sus paradas en un puntos habilitados en diversas ubicaciones, especialmente en la travesía de la N-I, y que no aceptaban entrar hasta el centro de la ciudad.

## Edificio e instalaciones

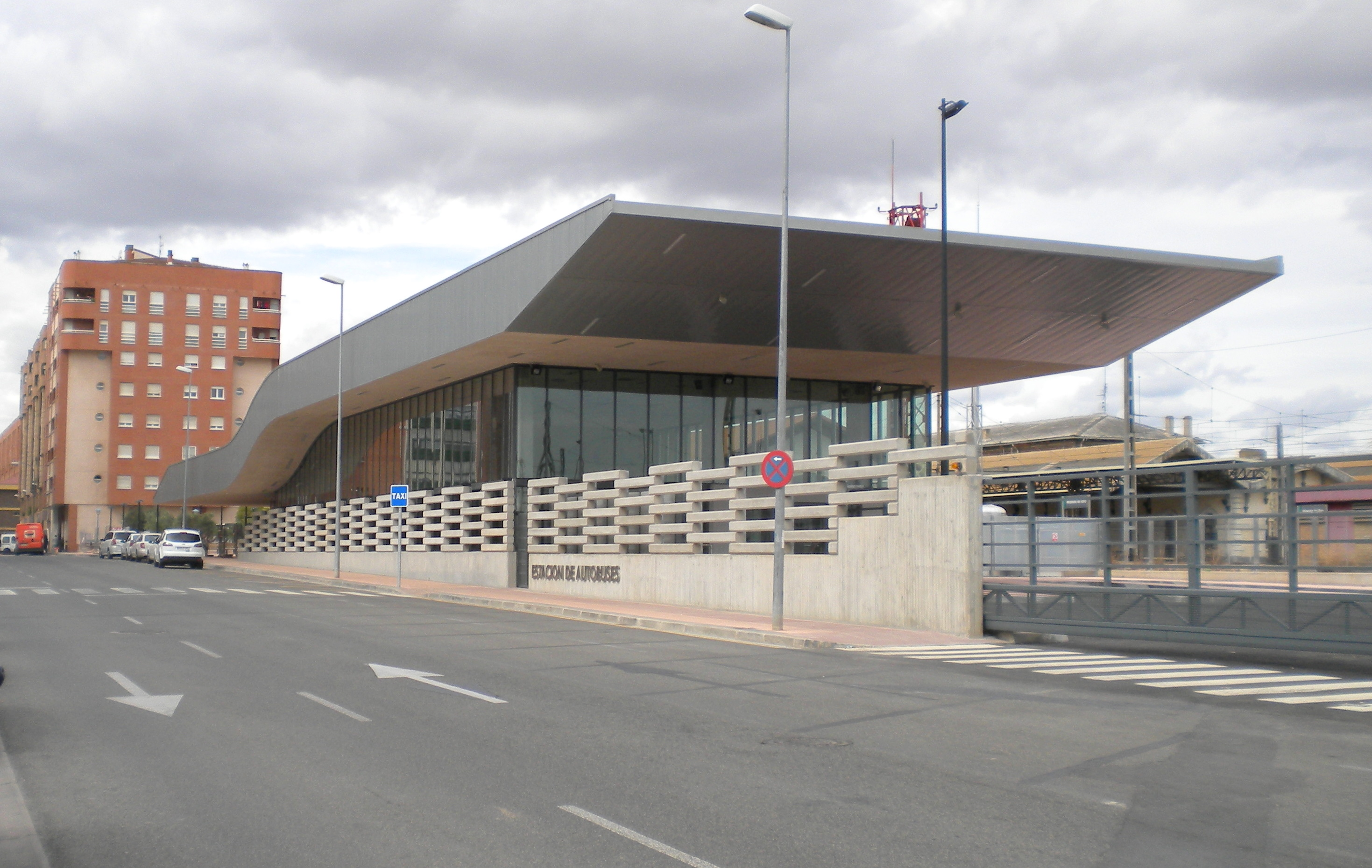
Edificio de la estación de autobuses desde Ronda del Ferrocarril.

El edificio ocupa 3200 metros cuadrados. Su diseño consiste en una gran cubierta metálica a dos niveles, el más bajo en la zona más próxima al antiguo edificio de viajeros y el más elevado en la parte opuesta, donde se ubican las dársenas de llegada y salida de los autobuses (cuatro en total) y que están cubiertas por una marquesina en voladizo de 15 metros. Además cuenta con una gran fachada acristalada en la zona del vestíbulo que se abre como un espacio diáfano de más de 300 metros cuadrados y se habilita como zona de espera y alberga zonas de servicios auxiliares como información, taquillas o aseos. El edificio acoge además dos locales comerciales y otros equipamientos específicos para el personal.
Además del edificio, la estación se complementa con un aparcamiento en superficie de 54 plazas, que dará servicio también a la estación de ferrocarril. Lindando con esta, ha sido peatonalizada la denominada Plaza de la Estación, que pone en contacto a las terminales de tren y autobús. Otro de los planes futuros es la construcción de la estación de alta velocidad a continuación de los terrenos de la de autobuses.

## Líneas
| Línea   | Operador                | Trayecto                   | Destinos posibles desde Miranda de Ebro |
| ------- | ----------------------- | -------------------------- | --- |
| 52-A    | Autocares del Zadorra   | Espejo-Vitoria             | Espejo · Bergüenda · Puentelarrá · Fontecha · Zubillaga · Rivabellosa · Armiñón · La Puebla de Arganzón |
| 52-B    | Autobuses La Unión      | Miranda de Ebro-Vitoria    | (directo) |
| VLR-113 | Autobuses Jiménez       | Logroño-Miranda de Ebro    | Logroño · Fuenmayor · Lapuebla de Labarca · Cenicero · Torremontalbo · San Asensio (E) · San Asensio · Briones · Gimileo · Haro · Briñas (E) · Salinillas (E) · Zambrana |
| P-12    | ALSA Grupo              | Vitoria-Logroño            | Vitoria · Lapuebla de Arganzón · Armiñón · Lacorzanilla · Miranda de Ebro · Zambrana · Briñas · Haro · Labastida · Ábalos · Samaniego · Leza · Navaridas · Elciego · Laguardia · Assa · Laserna · Logroño                                                                                        |
| -       | Autobuses Soto y Alonso | Burgos-Miranda de Ebro     | Rubena · Quintanapalla · Fresno de Rodilla · Monasterio · Santa Olalla · Quintanavides · Castil de peones · Prádanos · Briviesca · Cameno · Calzada de Bureba · Fuentebureba · Cubo de Bureba · Santa María de Ribarredonda · Pancorbo · Ameyugo · Hospital Comarcal Santiago Apóstol· Orón      |
| -       | ALSA Grupo              | Madrid-Irún                | Madrid Estación de Avenida de América · Buitrago del Lozoya · Aranda de Duero · Lerma · Burgos · Briviesca · Pancorbo · Miranda de Ebro · Vitoria · Alsasua · Beasáin · Villafranca de Ordicia · Tolosa · San Sebastián                                                                          |
| -       | ALSA Grupo              | Badajoz-Irún               | Mérida · Casas de Don Antonio · Aldea del Cano · Valdesalor · Cáceres · Plasencia · Aldeanueva del Camino · Baños de Montemayor · Béjar · Salamanca · Valladolid · Palencia · Burgos · Miranda de Ebro · Vitoria · Salvatierra · Alsasua · Beasáin · Tolosa · Lasarte · San Sebastián · Rentería |
| -       | ALSA Grupo              | Santander-Bilbao-Barcelona | Astillero · Solares · Laredo · Castro Urdiales · Bilbao · Miranda de Ebro · Haro · Logroño · Zaragoza |